# Drapelul Lesothoului
Drapelul Lesothoului este drapelul național și pavilionul Regatului Lesotho și a fost adoptat la 4 octombrie 2006. Acesta este alcătuit din trei benzi orizontale colorate (albastru, alb, verde) de lățimi inegale (proporții 3:4:3) reprezentând elementele devizei naționale care celebrează ploaia, pacea și prosperitatea. În centru, este reprezentat în negru și ocupând 92% din înălțimea benzii albe, o pălărie conică tradițională Basotho care simbolizează unitatea.
Schimbarea steagului este parțial menită să arate o orientare mai pacifistă.

## Drapele vechi
Primul steag al Regatului Lesotho a fost adoptat la 4 octombrie 1966, după obținerea independenței față de Regatul Unit. Acesta prezenta o pălărie Basotho de culoare albă. Albastrul reprezenta cerul și ploaia, albul însemna pacea, verdele reprezenta pământul și roșul credința.
Un nou steag realizat de sergentul Retšelisitsoe Matete a fost adoptat la 20 ianuarie 1987 în timpul unei lovituri de stat care a răsturnat Partidul Național Basotho după ce s-a aflat timp de 20 de ani la putere. Un scut Basotho maro tradițional cu suliță și bâta a înlocuit astfel pălăria Basotho. Au fost schimbate și culorile steagului, cu un triunghi alb care reprezintă pacea, un triunghi verde pentru prosperitate și o bandă albastră care le separa și reprezintă ploaia.

Drapelul colonial al Basutoland din 1884 până în 1966
Drapelul Regatului Lesotho din 1966 până în 1987
Drapelul Regatului Lesotho din 1987 până în 2006